# Sagardari
Sagardari (bengalisch সাগরদাড়ী) ist ein Gemeindeverband im Distrikt Jashore in der Division Khulna, Bangladesch.

## Geographie
Sagardari  hat eine Fläche von 24,51 Quadratkilometern. Es ist die südlichste Gemeindeverband des Distrikts Jessore. Er liegt 50 km südlich der Stadt Jessore und 13 km südlich der Stadt Keshabpur. Er grenzt im Westen und Süden an den Fluss Kapotaksha und den Distrikt Satkhira sowie im Norden und Osten an die Gemeindeverbände Trimohini Union, Bidyanandakati Union und Hasanpur Union.

## Verwaltung
Der Sagardari-Gemeindeverband wurde 1870 während der britischen Herrschaft gegründet.
Der Gemeindekomplex des Sagardari-Gemeindeverbandes liegt am Ufer des Flusses Kopotaksha im Gebiet Chingra Bazar des Sagardari-Gemeindeverbandes. Der Gemeindeverband besteht aus neun Bezirken und 16 Dörfern. Die Verwaltung des Gemeindeverbands besteht aus einem Vorsitzenden, neun Bezirksmitgliedern und drei weiblichen Abgeordneten. Jeder von ihnen wurde für fünf Jahre direkt vom Volk gewählt.
Die Bezirke der Union sind:
- Bezirk Nr. 1: Banshbaria und Raghurampur
- Bezirk Nr. 2: Meherpur und Gopsena
- Bezirk Nr. 3: Mirzapur und Bishnapur
- Bezirk Nr. 4: Gobindapur und Dharmapur
- Bezirk Nr. 5: Kasta und Baruihati
- Bezirk Nr. 6: Jhikra und Fatehpur
- Bezirk Nr. 6: Chinra
- Bezirk Nr. 6: Sagardari und Sheikhpara
- Bezirk Nr. 9: Sagardari und Komarpur

## Bildung
Zu den örtlichen Schulen gehört die Sagardari Michael Madhusadan Institution, eine weiterführende Schule.